# Samtgemeinde Wesendorf
In der Samtgemeinde Wesendorf aus dem niedersächsischen Landkreis Gifhorn haben sich sechs Gemeinden zur Erledigung ihrer Verwaltungsgeschäfte zusammengeschlossen.

## Geographie

### Geographische Lage
Die Samtgemeinde Wesendorf liegt im Landkreis Gifhorn am Südrand der Lüneburger Heide und schließt sich nördlich an die Stadt Gifhorn an.

### Samtgemeindegliederung
Die Samtgemeinde umfasst die Mitgliedsgemeinden Groß Oesingen, Schönewörde, Ummern, Wagenhoff, Wahrenholz und Wesendorf. Der Sitz der Verwaltung ist Wesendorf. (Stand: 31. Okt. 2022; Haupt- u. Nebenwohnung)
- Gemeinde Groß Oesingen (2.133 Einwohner, 57,44 km²) mit den Ortsteilen Groß Oesingen, Klein Oesingen, Mahrenholz, Schmarloh, Texas und Zahrenholz
- Gemeinde Schönewörde (976 Einwohner, 17,73 km²) mit Schönewörde
- Gemeinde Ummern (1.589 Einwohner, 40,32 km²) mit Ummern und dem OT Pollhöfen
- Gemeinde Wagenhoff (1.235 Einwohner, 4,32 km²) mit Wagenhoff
- Gemeinde Wahrenholz (3.909 Einwohner, 57,99 km²) mit Wahrenholz und den OT Betzhorn, Teichgut, Weißenberge, Weißes Moor
- Gemeinde Wesendorf (5.885 Einwohner, 31,23 km²) mit Wesendorf und dem OT Westerholz

## Bevölkerung

### Demografische Daten
Laut Niedersächsischem Landesamt für Statistik wohnten 2005 in der Samtgemeinde Wesendorf 14.528 Menschen in 4.061 Gebäuden mit insgesamt 5.325 Wohnungen bei einer durchschnittlichen Wohnfläche von 43,5 m je Person. 24,60 % der Bevölkerung waren 2005 unter 18 Jahre alt, 9,30 % zwischen 18 und 25, 28,80 % zwischen 25 und 45, 23,10 % zwischen 45 und 64, und 14,30 % waren 65 Jahre alt oder älter. Die Arbeitslosenquote lag bei durchschnittlich 13,7 % (Männer: 10,8 %, Frauen: 16,4 %). 4.378 Menschen pendeln regelmäßig aus der Samtgemeinde heraus, 1.263 hinein.

### Einwohnerentwicklung
- 1975 08.792 Einwohner
- 1985 09.244 Einwohner
- 1995 12.324 Einwohner
- 2006 14.583 Einwohner
- 2020 14.757 Einwohner
- 2022 15.108 Einwohner

## Geschichte
Die Samtgemeinde Wesendorf wurde am 1. März 1974 im Zuge der Verwaltungs- und Gebietsreform gebildet.

## Politik

### Samtgemeinderat
Der Samtgemeinderat Wesendorf besteht aus 30 Ratsfrauen und Ratsherren. Dies ist die festgelegte Anzahl für eine Samtgemeinde mit einer Einwohnerzahl zwischen 12.001 und 15.000 Einwohnern. Die Ratsmitglieder werden durch eine Kommunalwahl für jeweils fünf Jahre gewählt. Neben den 30 in der Samtgemeinderatswahl gewählten Mitgliedern ist außerdem der amtierende Bürgermeister im Rat stimmberechtigt. 
Die jüngste Kommunalwahl 2021 ergab die folgende Sitzverteilung:
| Samtgemeinderat 2021Insgesamt 30 Sitze - SPD: 10 - Grüne: 1 - FDP: 1 - GfW: 1 - MIT: 2 - UfSGW: 1 - CDU: 11 - AfD: 3 |

Die vorherigen Kommunalwahlen ergaben die folgenden Sitzverteilungen:
| Wahljahr | CDU | SPD | UfdSGW | Grüne | FDP | Gesamt   |
| -------- | --- | --- | ------ | ----- | --- | -------- |
| 2016     | 12  | 10  | 2      | 1     | 1   | 26 Sitze |
| 2011     | 14  | 10  | –      | 2     | 0   | 26 Sitze |

### Samtgemeindebürgermeister
Zum neuen Samtgemeindebürgermeister votierten die Stimmberechtigten mit 51,66 Prozent (von 3.509 Stimmen) für Rolf-Dieter Schulze (parteilos) aus Wahrenholz. Er wurde bei der konstituierenden SG-Ratssitzung, am 2. November 2021, im DGH Schönewörde, durch Alterspräsident Siegfried Weiß vereidigt. Zu seinen beiden Stellvertretern sind Herbert Pieper (CDU) und Siegfried Weiß (SPD) ernannt worden.

### Städte- und Gemeindepartnerschaften

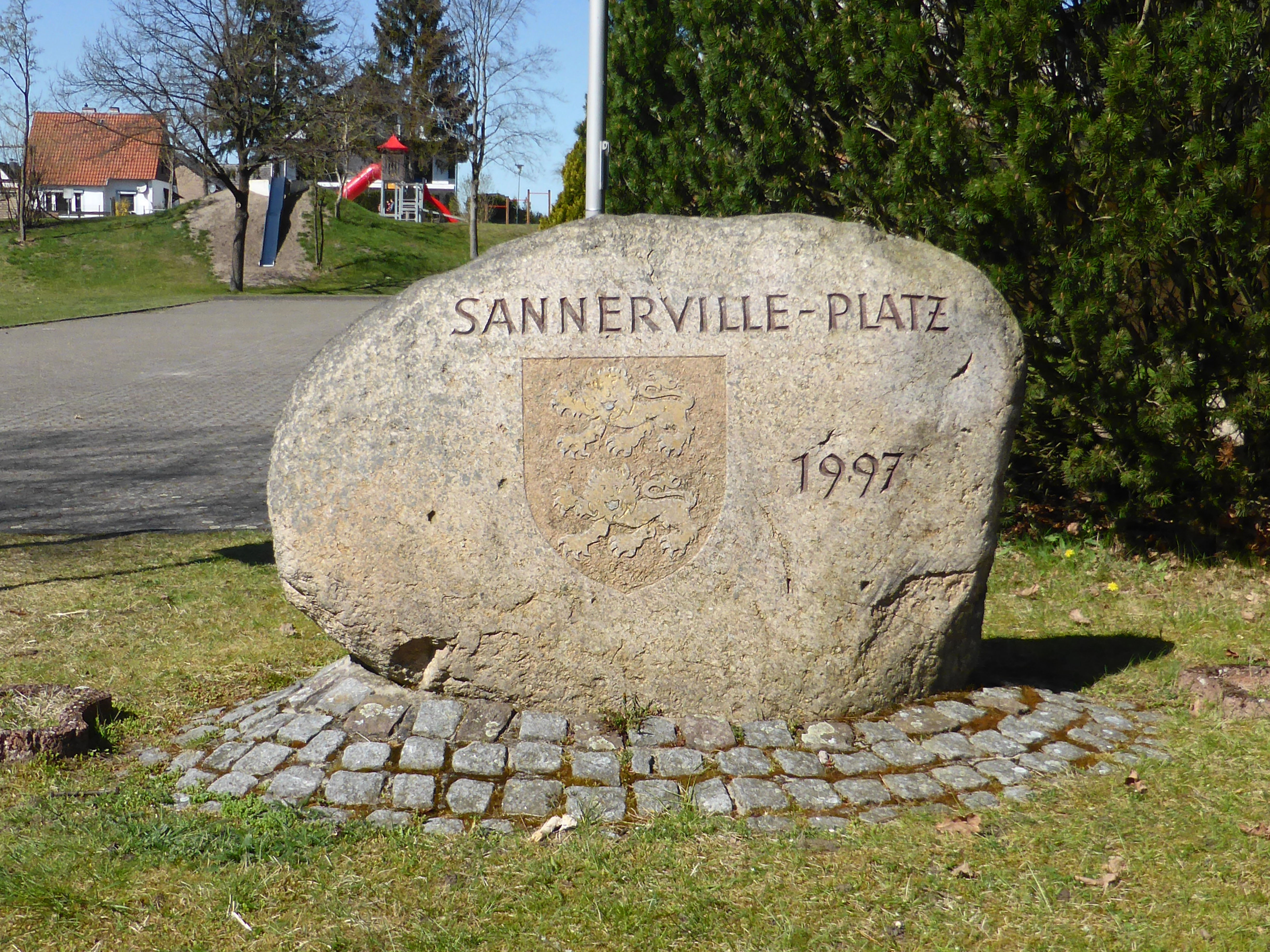
Gedenkstein an die Partnergemeinde Sannerville in Wagenhoff

Die Samtgemeinde Wesendorf ist seit 1987 mit den französischen Gemeinden Cuverville, Démouville und Sannerville (Normandie) partnerschaftlich verbunden. Darüber hinaus bestehen seit 1991 besondere Gemeindepartnerschaften mit den Gemeinden Páka in Ungarn und dem Landkreis Radziejów in Polen.

## Kultur
- Der Kulturverein Samtgemeinde Wesendorf präsentiert und organisiert Theater-, Musik und Musicalaufführungen unter anderem im Kulturzentrum Wesendorf.
- drei Büchereien in Groß Oesingen, Wahrenholz und Wesendorf mit über 8.000 Büchern und Videos

## Religionen
Die evangelisch-lutherischen Einwohner der Samtgemeinde gehören drei verschiedenen Kirchenkreisen der Evangelisch-lutherischen Landeskirche Hannovers an: Die Kirchengemeinden St. Johannis in Wesendorf (mit Wagenhoff) und St. Nicolai und Catharinen in Wahrenholz sind Teil des Kirchenkreises Gifhorn. Die Gemeinde der Friedenskirche in Groß Oesingen sowie das zur Kirchengemeinde St. Katharinen in Knesebeck gehörende Schönewörde sind Teil des Kirchenkreises Wolfsburg-Wittingen. Ummern gehört zur Gemeinde der Himmelfahrtskirche in Hohne im Kirchenkreis Celle. In Groß-Oesingen gibt es außerdem die Immanuelsgemeinde, die der Selbständigen Evangelisch-Lutherischen Kirche (SELK) angehört.
Die römisch-katholischen Einwohner der Samtgemeinde gehören zur Pfarrgemeinde St. Marien in Wittingen, mit der Filialkirche Mariä Himmelfahrt in Wesendorf.

## Sehenswürdigkeiten

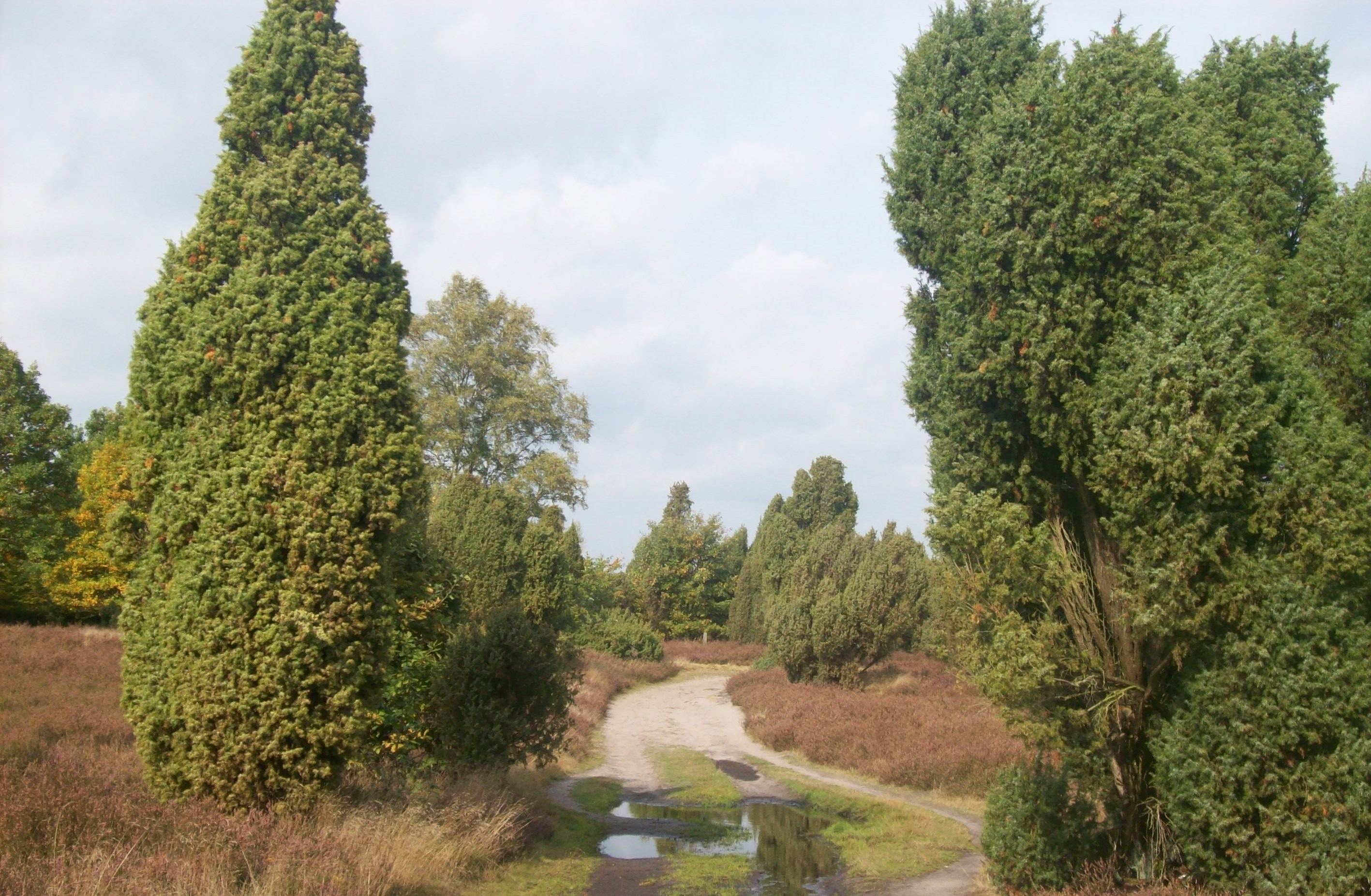
Heiliger Hain bei Betzhorn

- Naturschutz- und Heidepark Heiliger Hain mit Hermann-Löns-Gedenkstein (Wahrenholz OT Betzhorn)
- historische Schafställe (Heiliger Hain u. südl. Groß Oesingen an der B4), historischer Gutshof mit Backhaus (Groß Oesingen)
- Herzogsbrunnen im Forst Ringelah (Ummern)
- 900 Jahre alte Eiche und mystische Orte, historische Wassermühle an der Ise (Wahrenholz)
- historische Ölförderpumpen (Wesendorf und OT Westerholz)

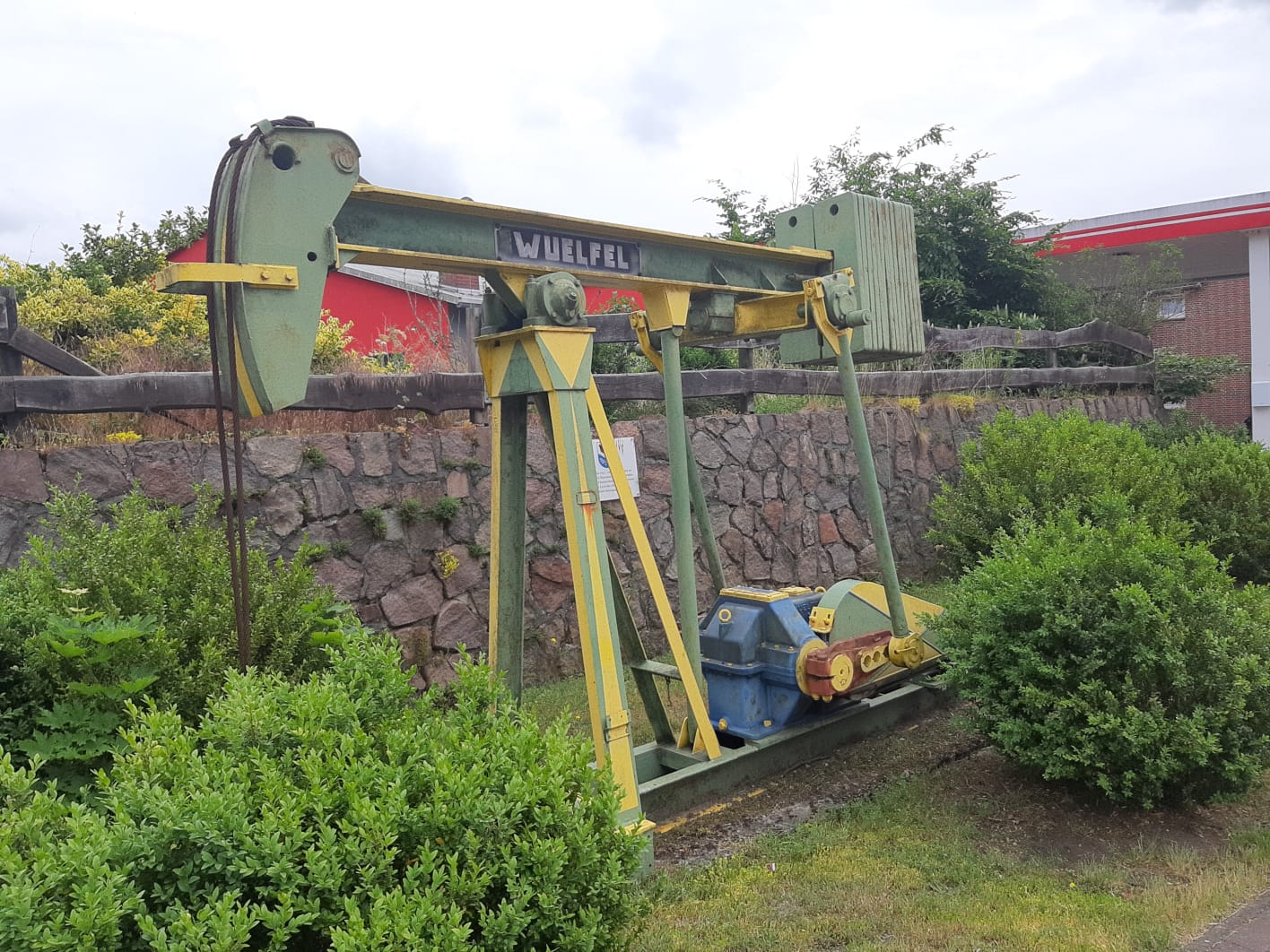
Historische Ölförderpumpe (~1950)

## Wirtschaft und Infrastruktur
Die landwirtschaftlich genutzte Fläche (112,5 km²) entspricht mehr als der Hälfte der Samtgemeindefläche. An verkehrsgünstigen Standorten sind gewerbliche Ansiedlungsflächen ausgewiesen. Das neue Gewerbegebiet „Hammerstein Park“ (ehemalige Hammerstein-Kaserne) mit seinen Liegenschaften und seiner Infrastruktur wurde im Januar 2007 durch die zuständigen Bundesbehörden an private Investoren zur zivilen Umgestaltung veräußert.

### Tourismus und Erholung
Durch die geografische Lage mit einem großen Anteil an Wald-, Moor- und Heideflächen sowie Fließgewässern (Ise) und künstlichen sowie natürlichen Seen ergibt sich ein großer Freizeitwert und darauf aufbauend ein expandierendes Tourismusgewerbe mit:
- Heide- und Naturpark Heiliger Hain in Betzhorn,
- ausgedehntes Rad- und Wanderwegenetz, Waldlehrpfad,
- zwei Sport- und Erholungsparks mit natürlichen Badeseen.

### Sport
- 15 Sportplätze, davon sechs mit Flutlichtanlagen, drei 400-Meter-Laufbahnen
- sechs Sporthallen
- ein Segelflugplatz

### Verkehr
- Die Samtgemeinde liegt im Schnittpunkt der Bundesstraße 4 mit den Landesstraßen 284 und 286.
- Regionalbahn Braunschweig-Uelzen mit Bahnstation in Wahrenholz und Haltepunkt in Schönewörde.
- Buslinien nach Gifhorn, Ummern, Bokel, Hankensbüttel und Wittingen; Bürgerbus innerhalb der Samtgemeinde und nach Steinhorst.
- Der Elbe-Seitenkanal durchzieht die Samtgemeinde im östlichen Bereich mit Liegestellen in der Gemarkung Wahrenholz, Ortsteil Weißes Moor.

### Bildung
- drei Grundschulen in Groß Oesingen „Regenbogenschule“, Wahrenholz und Wesendorf am Lerchenberg mit insgesamt 809 Schülern
- Die Oberschule Wesendorf, welche sich als „Europaschule“ bezeichnen darf. Sie ist seit dem 1. August 2004 eine Ganztagsschule und verfügt über eine Mensa in wirtschaftlicher Eigenverantwortung.
- Die Samtgemeindeverwaltung ist verantwortlicher Schulträger. Diverse Fördervereine unterstützen die Schulen finanziell und materiell.
- Drei Außenstellen der Kreisvolkshochschule (KVHS) Gifhorn in Wesendorf, Wahrenholz und Groß Oesingen